# Bärenstein (Saxe)
Pour les articles homonymes, voir Bärenstein.
Bärenstein est une commune de Saxe (Allemagne), située dans l'arrondissement des Monts-Métallifères, dans le district de Chemnitz.

## Évolution démographique
| Année      | 1834 | 1871 | 1910 | 1946 | 1950 | 1964 | 1990 | 2006 |
| ---------- | ---- | ---- | ---- | ---- | ---- | ---- | ---- | ---- |
| Population | 1157 | 1675 | 4394 | 4232 | 6460 | 4251 | 3004 | 2684 |

## Jumelage
- Planegg (Allemagne)